# Захелмна
Захелмна (пол. Zachełmna) — село в Польщі, у гміні Будзув Суського повіту Малопольського воєводства.
Населення — 544 особи (2011).
У 1975—1998 роках село належало до Бельського воєводства.

## Географія
Селом протікає річка Захелмка.

## Демографія
Демографічна структура станом на 31 березня 2011 року:
|          | Загалом | Допрацездатний вік | Працездатний вік | Постпрацездатний вік |
| -------- | ------- | ------------------ | ---------------- | -------------------- |
| Чоловіки | 276     | 60                 | 186              | 30                   |
| Жінки    | 268     | 75                 | 139              | 54                   |
| Разом    | 544     | 135                | 325              | 84                   |